# Метеорологическая ракета

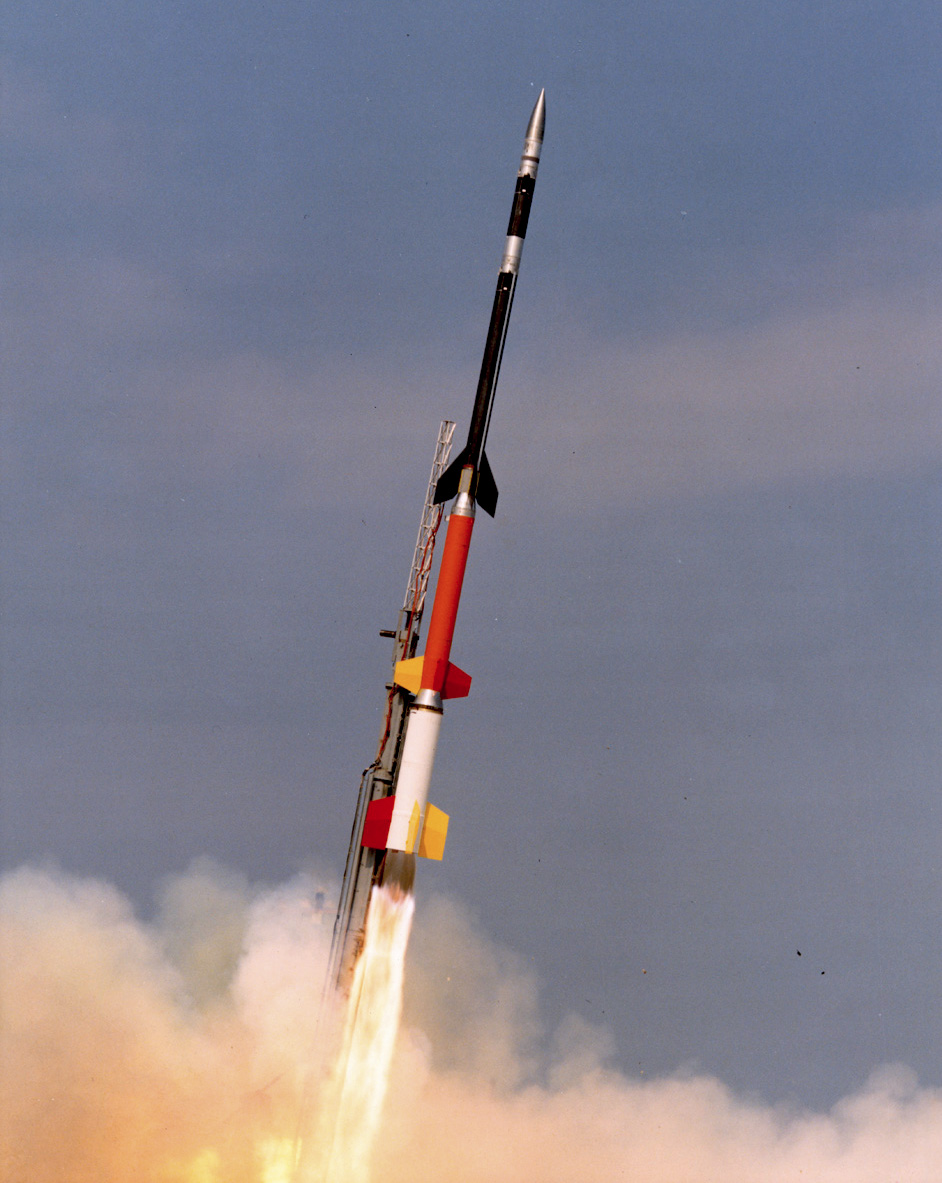
Ракета Black Brant XII

Метеорологи́ческая раке́та — беспилотная ракета, совершающая полёт по баллистической траектории в верхних слоях атмосферы с исследовательскими целями. Высота апогея может составлять от 40 до 100 км. Ракеты с высотой полёта более 100 км обычно называют геофизическими.
Конструкция исследовательской ракеты включает один или несколько разгонных блоков и контейнер с аппаратурой. Данные могут передаваться по радио или же записываться локально и изыматься после приземления контейнера с аппаратурой (в этом случае он опускается на парашюте).
Метеорологические ракеты по сей день остаются практически единственным способом непосредственного (не дистанционного) изучения слоёв атмосферы на высоте от 40 до 100 км.
Метеорологические ракеты использовались в СССР для запусков со станций ракетного зондирования атмосферы.

## Основные метеорологические ракеты
- МР-1
- ММР-05
- ММР-08
- М-100
- М-100Б
- М-130
- ММР-06
- ММР-06М
- МР-12
- МР-20
- Мера — первый запуск после 2011 года
- МН-300 — первый запуск в 2015 году
- Meteor
- Aerobee
- серия Black Brant — запуски с 1959 года
- Skylark — запуски с 1957 по 2005 год
- серия S[англ.], включая SS-520
- серия Sonda[англ.], VS-30[англ.], VS-40[англ.], VSB-30[англ.]